# Cuộc tiến quân ra biển của Sherman

Bản khắc của Alexander Hay Ritchie miêu tả Cuộc tiến quân của Sherman.

Cuộc tiến quân ra biển của Sherman là tên thường gọi của Chiến dịch Savannah diễn ra tại tiểu bang Georgia trong các tháng 11 và 12 năm 1864 do thiếu tướng William Tecumseh Sherman của Liên bang miền Bắc tiến hành thời Nội chiến Hoa Kỳ. Chiến dịch này bắt đầu vào ngày 15 tháng 11 khi đội quân của Sherman rời khỏi thành phố Atlanta họ đã chiếm đóng và kết thúc ngày khi họ chiếm được cảng biển Savannah ngày 21 tháng 12. Savannah đã trở thành món quà Giáng sinh của Sherman dâng lên Tổng thống Abraham Lincoln sau chiến thắng này của ông. Chiến dịch đã gây ra tổn thất nặng nề cho Liên minh miền Nam, đặc biệt là đối với nền công nghiệp và cơ sở hạ tầng (theo như học thuyết chiến tranh toàn diện), cũng như tài sản của dân thường. Sử gia David J. Eicher đã viết rằng Sherman "bất chấp những nguyên tắc quân sự khi hoạt động sâu bên trong lãnh thổ đối phương mà không có những tuyến tiếp tế hay liên lạc. Ông đã hủy diệt rất nhiều tiềm lực vật chất và tâm lý dùng để tiến hành chiến tranh của miền Nam."
Thiệt hại nghiêm trọng trong Chiến dịch này đã khiến cho quân lực miền Nam không thể nào vực dậy được, với sĩ khí sa sút trầm trọng.